# La Groise
 La Groise  es una población y comuna francesa, en la región de Norte-Paso de Calais, departamento de Norte, en el distrito de Cambrai y cantón de Le Cateau-Cambrésis.

## Demografía
| 547 | 530 | 509 | 477 | 464 | 429 |
| Para los censos de 1962 a 1999 la población legal corresponde a la población sin duplicidades (Fuente: INSEE [Consultar]) |     |     |     |     |     |